# Ваттранг, Густав
Густав Ваттранг (швед. Wattrang Gustaf; в русской традиции часто Ватранг; 1660 — 1716) — шведский адмирал, участник Северной войны.
Родился в семье городского лекаря Захариаса Ваттранга (1620—1687), получившего в 1673 году дворянство.
В 1689 году Густав Ваттранг был произведён в звание капитана. В 1694—1695 годах осуществлял конвоирование торговых судов. С 1709 года имел чин вице-адмирала.
В 1710 году командовал в Финском заливе так называемой ниеншанцской эскадрой, а в 1712 году был произведён в адмиралы. В декабре того же года предпринял попытку провести в Германию транспортные суда, однако она не удалась, и он был вынужден в январе 1713 года вернуться в Карлскруну.
В 1714 году Ваттранг командовал эскадрой, которая должна была наблюдать за передвижениями русских, однако из-за воцарившегося штиля не смог воспрепятствовать русскому галерному флоту пройти мимо него и нанести шведской галерной эскадре поражение возле Гангута. Тем не менее, в 1715 году ему вновь поручили командование флотом для борьбы с русским силами, однако из-за ухудшившегося здоровья он был вынужден отказаться от назначения.